# Jan Wilczewski
Jan Wilczewski – polski koszykarz, multimedalista mistrzostw Polski. 

## Osiągnięcia
Klubowe
- Wicemistrz Polski (1953, 1955, 1963)
- Brązowy medalista mistrzostw Polski (1952, 1960)
- Zdobywca pucharu Polski (1957, 1959)
- Finalista pucharu Polski (1952, 1956)
- Awans do najwyższej klasy rozgrywkowej (1956)